# Liste der Baudenkmale in Obernholz
In der Liste der Baudenkmale in Obernholz sind alle Baudenkmale der niedersächsischen Gemeinde Obernholz aufgelistet. Die Quelle der Baudenkmale ist der Denkmalatlas Niedersachsen. Der Stand der Liste ist der 10. Januar 2023.

## Allgemein
In den Spalten befinden sich folgende Informationen:
- Lage: die Adresse des Baudenkmales und die geographischen Koordinaten. Kartenansicht, um Koordinaten zu setzen. In der Kartenansicht sind Baudenkmale ohne Koordinaten mit einem roten Marker dargestellt und können in der Karte gesetzt werden. Baudenkmale ohne Bild sind mit einem blauen Marker gekennzeichnet, Baudenkmale mit Bild mit einem grünen Marker.
- Bezeichnung: Bezeichnung des Baudenkmales
- Beschreibung: die Beschreibung des Baudenkmales. Unter § 3 Abs. 2 NDSchG werden Einzeldenkmale und unter § 3 Abs. 3 NDSchG Gruppen baulicher Anlagen und deren Bestandteile ausgewiesen.
- ID: die Objekt-ID des Baudenkmales
- Bild: ein Bild des Baudenkmales, ggf. zusätzlich mit einem Link zu weiteren Fotos des Baudenkmals im Medienarchiv Wikimedia Commons. Wenn man auf das Kamerasymbol klickt, können Fotos zu Baudenkmalen aus dieser Liste hochgeladen werden:

## Schweimke

### Gruppe: Im Dorfe 2
Die Gruppe hat die ID 33920534.

| Lage                         | Bezeichnung          | Beschreibung | ID       | Bild |
| ---------------------------- | -------------------- | --- | -------- | ---- |
| 52° 45′ 57″ N, 10° 35′ 50″ O | Gasthaus             | Eingeschossiger Ziegelbau mit Fachwerkdrempel unter Viertelwalmdach in Ziegelpfannendeckung, straßenseitig mit Zwerchhäusern ausgestattet, überhöhte Mitte mit Freigespärre. Im EG Fenster in Segmentbögen mit Ziegelziersetzung sowie verzierten Holzveranda vor Haupteingang. | 33935281 |      |
| 52° 45′ 57″ N, 10° 35′ 50″ O | Saalanbau            | Eingeschossiger Saalanbau in Fachwerk mit Ziegelausfachung unter flachem Satteldach, Straßenfront massiv errichtet mit Eingangsvordach. | 33935545 | BW   |
| 52° 45′ 57″ N, 10° 35′ 51″ O | Stall-/Scheunenanbau | Massiver südlicher Stall-/Scheunenflügel der Hofanlage, errichtet in Ziegelmauerwerk unter Satteldach in Ziegelpfannendeckung, Fensteröffnungen unter Segmentbögen. | 33935305 | BW   |
| 52° 45′ 58″ N, 10° 35′ 51″ O | Scheune              | Um 1900 errichtete Scheune | 33935328 | BW   |

### Gruppe: Wassermühle Gosemühle
Die Gruppe hat die ID 33920587. Gosemühle ist ortsgeschichtlich seit dem 17. Jh. überliefert, die heutige Gebäudekonstellation stammt jedoch von 1806. Nördlich der Ortschaft innerhalb eines Waldstückes gelegen ist die Mühle ein Zeugnis der landwirtschaftlichen und technischen Geschichte.

| Lage                                       | Bezeichnung  | Beschreibung | ID       | Bild |
| ------------------------------------------ | ------------ | --- | -------- | ---- |
| Gosemühlenweg 52° 46′ 41″ N, 10° 35′ 58″ O | Wassermühle  | Fachwerkbau mit Ziegelausfachung in Ziersetzung, Wohnteil unter Halbwalmdach und leicht versetzter Mühlenteil unter Satteldach original erhalten. Im Mühlenteil Reste der Technik erhalten: Transmission im EG, Walzenstuhl (rudimentär), Mahlgang mit Lichtewerk und Kran im OG, Reste Sichter im DG. | 33935177 | BW   |
| Gosemühlenweg 52° 46′ 41″ N, 10° 35′ 56″ O | Teich        | Teich der Mühle mit einem historischen Baumbestand. | 33935204 | BW   |
| Gosemühlenweg 52° 46′ 42″ N, 10° 35′ 59″ O | Mühlengraben | Mühlengraben vom Mühlenteich aus als Wasserlauf am Nordgiebel der Wassermühle, Mauer und Gebäudesockel aus Feldstein, das Zulaufrohr vom Teich zum Graben ist unter der Brücke. | 33935568 | BW   |

### Gruppe: Wohnhaus
Die Gruppe hat die ID 50622779. Straßenbildwirksame Gruppe eines Wohnhauses und Einfriedungsmauer einer Hofanlage.

| Lage                                    | Bezeichnung | Beschreibung | ID       | Bild |
| --------------------------------------- | ----------- | --- | -------- | ---- |
| Im Dorfe 7 52° 45′ 57″ N, 10° 35′ 43″ O | Wohnhaus    | Eingeschossiger Ziegelbau mit Drempelgeschoss in Fachwerk unter Halbwalmdach in Ziegelpfannendeckung, Traufseite zur Straßenfront mit übergiebeltem Mittelrisalit mit Haupteingang, rundherum Niedersachsengiebel mit Pferdeköpfen im First. | 33935397 | BW   |
| Im Dorfe 7 52° 45′ 57″ N, 10° 35′ 41″ O | Einfriedung | Straßenseitige repräsentative Einfriedungsmauer aus bossierten Werksteinen. | 33935592 | BW   |

### Einzelbaudenkmale
| Lage                                     | Bezeichnung               | Beschreibung | ID       | Bild |
| ---------------------------------------- | ------------------------- | --- | -------- | ---- |
| Im Dorfe 1 52° 45′ 54″ N, 10° 35′ 50″ O  | Wohn-/ Wirtschaftsgebäude | Eingeschossiger Ziegelbau auf Granitsockel unter Satteldach auf Drempelgeschoss. Im Süden ein dreiachsiges Zwerchhaus, Brüstung der Mittelfenster mit Inschriftentafel mit „Ch. Dierks Wilhelmine Lampe 1896“. Leicht außemittiger nördlicher Haupteingang, geschosstrennendes Deutsches Band. Haupthaus einer dreiseitigen Hofanlage. | 33935228 | BW   |
| Im Dorfe 6 52° 45′ 58″ N, 10° 35′ 46″ O  | Wohnhaus                  | Eingeschossige Ziegelbau mit Vorgarten mit Verblendmauerwerk unter Satteldach in Ziegelpfannendeckung Ende 19. Jh. errichtet. Straßenseitig an Mittelachse ausgerichtete Zwerchhaus und Haupteingang mit dem Fensterbestand im EG bauzeitlich. | 33935370 | BW   |
| Mühlenweg 1 52° 45′ 51″ N, 10° 35′ 26″ O | Bottendorfer Wassermühle  | Die Bottendorfer Wassermühle wird bereits in den Urkunden des Klosters Isenhagen 1354 erwähnt. 1843 wurde das alte Mühlengebäude durch das heutige ersetzt und 1957 außer Betrieb genommen. Eingeschossiger Fachwerkbau unter Halbwalmdach in Ziegelpfannendeckung. Zu Wohnzwecken ausgebaut, außermittiger Ladeerker, Dachausbau mit langgezogener Schleppgaube. Fachwerkgefüge mit gekuppelten Ständern und mit verputzten Gefachen. Am Südgiebel Anbau des ehemaligen Mühlenteils in Ziegelmauerwerk mit Giebelseite in Fachwerk auf Feldsteinsockel an Wasserseite des zugeschütteten Mühlgrabens, Wohnnutzung im gesamten Gebäude, keine Technik erhalten. Zum Gebäude gehört eine Teichanlage als Wasserzulauf der Mühle. | 33935424 |      |

## Wierstorf
| Lage                                                | Bezeichnung               | Beschreibung | ID       | Bild |
| --------------------------------------------------- | ------------------------- | --- | -------- | ---- |
| Hersiek 1 / Drögenborn 52° 45′ 25″ N, 10° 37′ 54″ O | Wohn-/ Wirtschaftsgebäude | Vierständer-Fachwerkbau auf Feldstein-, teils Ziegelsockel, unter Satteldach mit Dreiviertelwalm in Dachschindeldeckung. Symmetrisches Fachwerkgefüge mit gekuppelten Ständern und Ziegelsichtausfachung. Südwestliche Giebelseite mit Dielentor. | 33935449 | BW   |